# Алтаев, Олжас Алтайулы
Олжас Алтайулы Алтаев (каз. Олжас Алтайұлы Алтаев; 15 июля 1989, Жосалы, Кзыл-Ординская область — 1 июня 2024, Кызылорда) — казахстанский футболист, защитник.

## Карьера
Футбольную карьеру начал в 2008 году в составе клуба «Актобе-Жас». В 2012 году играл за «Астана-1964». Летом 2012 году стал игроком клуба «Ак Булак». В 2013 году подписал контракт с клубом «Кайсар». Летом 2017 года перешёл в «Кызыл-Жар СК», в 2019 году вернулся в «Кайсар». В высшем дивизионе Казахстана сыграл 33 матча (23 — за «Кайсар» и 10 — за «Кызыл-Жар»).
Скоропостижно скончался 1 июня 2024 года на 35-м году жизни.

## Достижения
«Кайсар»
- Победитель первой лиги (2): 2013, 2016
- Обладатель Кубка Казахстана: 2019

«Кызыл-Жар»
- Серебряный призёр Первой лиги Казахстана: 2017